# Буската
Буската (рум. Buscata) — село у повіті Васлуй в Румунії. Входить до складу комуни Івенешть.
Село розташоване на відстані 265 км на північ від Бухареста, 23 км на захід від Васлуя, 59 км на південь від Ясс, 142 км на північ від Галаца.

## Населення
За даними перепису населення 2002 року у селі проживали 220 осіб, усі — румуни. Усі жителі села рідною мовою назвали румунську.